# Carousel (musical)
Carousel (Carrusel, en español) es el segundo musical del equipo de Richard Rodgers (música) y Oscar Hammerstein II (libro y letras). El trabajo de 1945 se adaptó de la obra de 1909 de Ferenc Molnár, Liliom, que trasplantó su entorno de Budapest hacia la costa de Maine. Se trata de una historia de amor entre Billy Bigelow, el trabajador de una atracción de caballitos y una molinera, Julie Jordan, lo que pone en peligro sus trabajos. Para poder ayudar a Julie y su hijo no nacido, trata de llevar a cabo un robo, que le sale trágicamente mal; a pesar de todo, se le da la posibilidad de hacer las cosas bien. Una línea de trama secundaria se ocupa de la trabajadora de molinos Carrie Pipperidge y su romance con el ambicioso pescador Enoch Snow. El espectáculo incluye las conocidas canciones "If I Loved You", "June Is Bustin 'Out All Over" y "You'll Never Walk Alone". Richard Rodgers escribió más tarde que Carousel era su favorito de todos sus musicales.

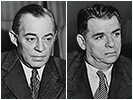
Imagen de Rodgers y Hammerstein.

Tras el espectacular éxito de los primeros musicales de Rodgers y Hammerstein, Oklahoma! (1943), la pareja buscó colaborar en otra pieza, sabiendo que cualquier obra resultante se compararía con Oklahoma!, muy probablemente desfavorablemente. Inicialmente eran reacios a buscar los derechos a Liliom; Molnár había rechazado el permiso para adaptar la obra en el pasado, y el final original era considerado deprimente para el teatro musical. Tras adquirir los derechos, el equipo creó un trabajo con largas secuencias de música e hizo que el final fuera más esperanzador.
El musical requirió una modificación considerable durante las pruebas fuera de la ciudad, pero una vez que abrió en Broadway el 19 de abril de 1945, fue un éxito inmediato con los críticos y el público. Carousel inicialmente hizo unas 890 actuaciones y duplicó su éxito en el West End el 1950. Aunque nunca ha logrado tanto éxito comercial como Oklahoma !, la pieza ha sido repetida continuamente y se ha grabado varias veces. Una producción de Nicholas Hytner tuvo éxito en 1992 en Londres, en 1994 en Nueva York y en gira. En 1999, la revista Time llamó Carousel el mejor musical del siglo XX.

## Antecedentes

### Liliom
El drama de Ferenc Molnár, Liliom, se estrenó en Budapest en 1909. La audiencia quedó desconcertada por la obra, y duró treinta semanas antes de retirarse, la primera sombra en la exitosa carrera de Molnár como dramaturgo. Liliom no se presentó de nuevo hasta después de la Primera Guerra Mundial. Cuando volvió a aparecer en el estadio de Budapest, fue un gran éxito.

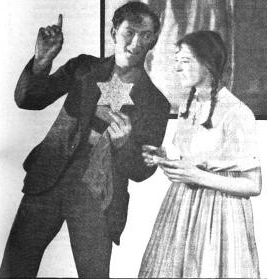
«Una estrella, por favor, querida, tengo que hacer algo bueno». Liliom (Joseph Schildkraut) ofrece a Louise (Evelyn Chard) la estrella que robó; 1921 Producción del Gremio de Teatro.

A excepción del final, las tramas de Liliom y Carousel son muy similares. Andreas Zavocky (apodado Liliom, la palabra húngara para Liri, un término de argot para «chico duro»), un vendedor de feria, se enamora de Julie Zeller, una criada, y empiezan a vivir juntos. Liliom está descontento y piensa dejar a Julie, pero decide no hacerlo al saber que está embarazada. Otra trama involucra a la amiga de Julie, Marie, que se ha enamorado de Wolf Biefeld, un portero de hotel, que luego se convierte en el dueño del establecimiento. Liliom, desesperado por ganar dinero para que él, Julie y su hijo puedan escapar hacia los Estados Unidos y tener una vida mejor, conspira con Ficsur para cometer un robo, pero todo va mal mal. Liliom se suicida, y su espíritu es llevado al tribunal de la policía del cielo. Como Ficsur sugirió mientras ambos esperaban a cometer el delito, los ladrones como si no llegaran ante Dios mismo. El magistrado Le dice a Liliom que regrese a la Tierra por un día intentando cambiar los errores que ha cometido a su familia, pero primero ha de pasar 16 años en un ardiente purgatorio.
A su regreso a la Tierra, Liliom se encuentra con su hija, Louise, que al igual que su madre es ahora una trabajadora de fábrica. Al decir que conocía a su padre, él intentaba darle una estrella que hurto del cielo. Cuando Louise se niega a tomarla, la golpea. Sin darse cuenta de quién es, Julie se enfrenta con él, pero se encuentra incapaz de enfadarse con él. Liliom se lanzó a su destino, presumiblemente el Infierno, y Louise le pregunta a su madre si es posible sentir un golpe como si fuera un beso. Julie recuerda a su hija que es muy posible que esto suceda.

### Inicios
En la década de 1920 y 1930, Rodgers and Hammerstein se hicieron conocidos por crear audiciones de Broadway con otros socios. Rodgers, con Lorenz Hart, había producido una cadena de más de dos docenas de musicales, incluyendo éxitos populares como Babes in Arms (1937), The Boys from Syracuse (1938) y Pal Joey (1940). Algunos trabajos de Rodgers con Hart abrieron nuevos escenarios en el teatro musical: On Your Toes, fue el primer trabajo que utilizó el ballet para sostener la trama —en la escena de «Slaughter donde Tenth Avenue»—, mientras que Pal Joey, dejó de lado la tradición de Broadway presentando un bribón como su héroe. Hammerstein había escrito o coescrito textos de éxitos como la obra Rose-Marie (1924), The Desert Song (1926), The New Moon (1927) y Show Boat (1927). A pesar de ser menos productivo en los años treinta, escribió material para musicales y películas, compartiendo un premio Óscar por su canción con Jerome Kern, "The Last Time I Saw Paris", que fue incluida en la película Lady Be Good de 1941.
A principios de la década de 1940 , Hart se había hundido en el alcoholismo y la confusión emocional, convirtiéndose en poco fiable lo que motivó a Rodgers a acercarse a Hammerstein para preguntarse si consideraría trabajar con él. Hammerstein estaba ansioso por hacerlo, y su primera colaboración fue Oklahoma! ( 1943 ). Thomas Hischak declara, en su The Rodgers y Hammerstein Encyclopedia, que  Oklahoma! es «la obra más influyente del teatro musical estadounidense. De hecho, la historia del musical de Broadway se puede dividir con exactitud en lo que vino antes de Oklahoma! y lo que vino después». Una innovación para su integración de canciones, personaje, argumento y danza, Oklahoma! serviría, según Hischak, como «el modelo que Broadway mostró durante décadas», y demostró ser un gran éxito popular y financiero. Mientras consideraban nuevos proyectos, Hammerstein escribió: "Nosotros" ... No importa lo que hacemos, todo el mundo está obligado a decir: «Esto no es otro Oklahoma».
En una comida de trabajo con Helburn y Langner, estos propusieron a Rodgers y Hammerstein que convirtieran a Liliom en un musical de Molnár. Los dos hombres se negaron: no tenían ningún sentimiento para el ambiente de Budapest y pensaron que el desdibujamiento no era adecuado para el teatro musical. Además, dada la situación política inestable de la guerra, tal vez cambiarían la configuración de Hungría durante el ensayo. En el próximo almuerzo, Helburn y Langner propusieron de nuevo musicalizar Liliom, y sugieren el traslado del ambiente a Louisiana y convertir al personaje Liliom en un criollo. Rodgers y Hammerstein jugaron con la idea durante semanas, pero decidieron que el dialecto criollo, lleno de "zis" y "zose" no parecería cómodo y dificultaría escribir letras efectivas.
Un gran avance fue cuando Rodgers, que poseía una casa en Connecticut, propuso un entorno de Nueva Inglaterra. Hammerstein escribió sobre esta sugerencia el 1945:

Empecé a ver un atractivo conjunto de marineros, balleneros, chicas que trabajaban en los molinos del río, terneras en las islas cercanas, un parque de atracciones al borde del mar, cosas que la gente podía hacer en la multitud, personas fuertes, vivas y alegres, que siempre habían sido representadas en el escenario como puritanos de labios finos, una difamación que estaba ansioso de refutar ... con respecto a los dos personajes principales, Julie con su coraje y fuerza interior y simplicidad exterior parecía más indígena de Maine que de Budapest. Liliom es, por supuesto, un personaje internacional, indígena de la nada.

Rodgers y Hammerstein también estaban preocupados por lo que llamaban «el túnel» del segundo acto de Molnár: una serie de escenas sombrías que conducían al suicidio de Liliom, seguido de un final oscuro. La oposición de Molnár a adaptar sus obras también fue un problema; rechazó a Giacomo Puccini cuando el gran compositor quiso transformar Liliom en una ópera, afirmando que quería que la pieza fuera recordada como la suya, no la de Puccini. En 1937, Molnár, que recientemente había emigrado a Estados Unidos, había declinado otra oferta de Kurt Weill para adaptar la obra a un musical.

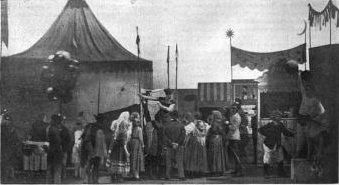
La escena de apertura del carnaval en Liliom inspiró la pantomima que inicia el Carrusel; 1921 Producción del Gremio de Teatro.

La pareja siguió trabajando en las ideas preliminares para una adaptación de Liliom mientras perseguía otros proyectos a finales de 1943 y principios de 1944, escribiendo la película State Musical Fair, y produciendo I Remember Mama en Broadway. Mientras tanto, el Gremio del Teatro cogió a Molnár para ver Oklahoma!, Molnár afirmó que si Rodgers y Hammerstein podrían adaptar Liliom tan bellamente como habían modificado a Green Grow the Lilas en Oklahoma!, estaría encantado de hacerlo. El gremio obtuvo los derechos de Molnár en octubre de 1943. El dúo insistió, como parte del contrato, que Molnár les permitiera hacer cambios en la trama. Al principio, el dramaturgo se negó, pero finalmente cedió. Hammerstein declaró más tarde que si este punto no se hubiera conseguido, «nunca podríamos haber hecho Carrusel».
Al intentar establecer a través de la canción la motivación de Liliom por robar, Rodgers recordó que él y Hart tenían un problema similar en Pal Joey. Rodgers y Hart habían superado el problema con una canción que Joey se cantaba a sí mismo, "I'M Talking to My Pal". Ambos socios explicaron una historia que "soliloquio" únicamente tenía la intención de ser una canción sobre los sueños de un hijo de Liliom, pero que Rodgers, que tenía dos hijas, insistió en que Liliom considerara que Julie podría tener una chica. Sin embargo, las notas tomadas en su reunión del 7 de diciembre de 1943 afirman: 

El señor Rodgers sugirió un buen número musical para el final de la escena donde Liliom descubre que será padre, en el que canta con orgullo el crecimiento de un niño, y de repente se da cuenta de que podría ser una chica y cambiar por completo

Hammerstein y Rodgers volvieron al proyecto Liliom a mediados de 1944. Hammerstein estaba incómodo mientras trabajaba, pues temía que, que Molnár desaprobará los resultados.Green Grow the Lilacs había sido una obra poco conocida; Liliom era un estándar teatral. El texto de Molnár también contenía considerables comentarios sobre la política húngara de 1909 y la rigidez de esta sociedad. Un trabajador de circo despedido que golpea a su esposa, intenta un robo y se suicida parece un personaje central improbable para una comedia musical. Hammerstein decidió utilizar las palabras y la historia para que el público simpatizara con los amantes. También construyó la pareja secundaria, que es incidental en la trama de Liliom; se convirtieron en Enoch Snow y Carrie Pipperidge. El final de Molnár era inadecuado, y después de un par de arranques falsos, Hammerstein concibió la escena de graduación que acaba con el musical. Según Frederick Nolan en su libro sobre las obras del equipo:

A partir de esta escena, la canción "Never Will Walk Alone" salió casi naturalmente.

 A pesar de las letras sencillas de Hammerstein para "Never Walk Alone", Rodgers tuvo una gran dificultad para establecerlo en la música. Rodgers explicó su razón para el cambio final.
Liliom era una tragedia sobre un hombre que no puede aprender a vivir con otras personas. Como lo escribió Molnár, el hombre termina golpeando a su hija y luego debe volver al purgatorio dejando su hija indefensa y sin esperanza. No hemos podido aceptar esto. La forma en que terminamos con Carrusel todavía puede ser una tragedia, pero es una esperanza ya que en la escena final está claro que el personaje ha aprendido a expresarse y comunicarse con los demás.
Cuando la pareja decidió hacer "This Was Real Nice Clambake" en un número de grupo, Hammerstein se dio cuenta de que no tenía idea de lo que era un «clambake» (reunión social a aire libre), e investigó el tema. Cuando la canción empezó a hablar sobre las langostas consumidas en la fiesta, Hammerstein escribió la línea "Las partimos por la parte de atrás". Se sintió triste al escuchar de un amigo que las langostas siempre se cortaron por la parte delantera. El letrista envió un investigador a un restaurante de mariscos y se enteró de que las langostas siempre se volvían a la parte posterior. Hammerstein concluyó que hay un desacuerdo sobre qué lado de una langosta es la espalda. Otro error no atrapado supuso la canción "June Is Bustin 'Out All Over", en la que se representan las ovejas que buscan aparearse a finales de la primavera; de hecho lo hacen en invierno. Siempre que esto fue llevado a la atención de Hammerstein, le dijo a su informante que en 1873 era un año especial, en el que las ovejas se acoplaron en primavera.
Rodgers pronto decidió prescindir de una apertura, cuando vio que la música era difícil de escuchar sobre el golpe de asientos cuando los vendedores se instalaban. En su autobiografía, Rodgers se quejó de que únicamente se puede escuchar la sección de latón durante una apertura, ya que nunca hay cadenas suficientes en la pequeña orquesta musical. Decidió obligar a la audiencia a concentrarse desde el principio, abriendo con una escena de pantomima acompañada de lo que se conocía como "The Carousel Waltz". La pantomima coincidió con una del trabajo de Molnár, que también se utilizaba para introducir los personajes y la situación al público. El autor Ethan Mordden describió la efectividad de esta apertura:

Otros personajes capturan nuestro anuncio-señor. Bascombe, el propietario de la pomposa molinera, la señora Mullin, la viuda que dirige el carrusel y, aparentemente, Billy; un oso bailando; un acróbata. Pero lo que nos atrae es la intensidad con la que Julie se refiere a Billy, la forma en que se congela, mirándole, mientras todos los demás en la feria están balanceándose al ritmo de la espada de Billy. Y como Julie y Billy caminan juntos en el carrusel giratorio, y la imagen escénica surge con la emoción de la multitud, y la orquesta vuelve a un clímax y la cortina cae, nos damos cuenta de que R & H no únicamente han omitido la apertura y el número de apertura, también la exhibición. Se han sumado a la historia, en medio de él, en la primera escena más intensa que nunca haya producido un musical.

### Pruebas de casting fuera de la ciudad
El casting para Carousel comenzó cuando el equipo de producción de Oklahoma!, incluyendo Rodgers y Hammerstein, buscaba un reemplazo de Curly (el líder masculino en Oklahoma!). Lawrence Langner había escuchado hablar, a través de un familiar, de un cantante de California llamado John Raitt, que podría ser adecuado para el trabajo. Langner fue a escuchar a Raitt, luego instó a otros a llevar Raitt a Nueva York para una audición. Raitt pidió que cantaría el "Largo al factotum", el aria de Figaro del Barbero de Sevilla, para calentarse. El calentamiento fue suficiente para convencer a los productores que no çunicamente habían encontrado un Curly, habían encontrado un Liliom (o Billy Bigelow). Theresa Helburn hizo otro descubrimiento en California, Jan Clayton, una cantante y actriz que había realizado algunas películas secundarias para MGM, que parecía idónea para el papel de Julie.
Los productores querían un casting de desconocidos. Aunque muchos habían trabajado en obras anteriores de Hammerstein o Rodgers, únicamente uno, Jean Casto —para el papel de propietario del carrusel Mrs. Moje—, había trabajado antes en Broadway. La guerra dificultó el lanzamiento. Rodgers y Hammerstein volvieron a montar gran parte del equipo creativo que había convertido Oklahoma! en un éxito, incluyendo el director Rouben Mamoulian y el coreógrafo Agnes de Mille. Miles White fue el diseñador de vestuario mientras que Yo Mielziner —que no había trabajado en Oklahoma!— fue el diseñador de luces y escénicos. Aunque el orquestador de Oklahoma!, Russell Bennett había informado a Rodgers que no estaba disponible para trabajar en Carrusel debido a un contrato de radio, Rodgers insistió para que hiciera el trabajo en su tiempo libre. Orquestó "The Carousel Waltz" y "When I Marry" "Mister Snow" antes de ser finalmente reemplazado por Don Walker. Un nuevo miembro del equipo creativo fue Trude Rittmann, que organizó la música de baile. Rittmann inicialmente sentía que Rodgers desconfiaba de ella porque era una mujer y encontró difícil trabajar con él, pero después los dos trabajaron juntos en los espectáculos de Rodgers hasta los años 70.
Los ensayos se iniciaron en enero de 1945; Rodgers o Hammerstein siempre estuvieron presentes. Raitt presentó la letra de "Soliloquio" en una hoja de cinco pies de largo, la pieza duró casi ocho minutos.
Como la mayoría de las obras de Rodgers y Hammerstein, Carrusel contiene un largo ballet, "Billy hace un viaje", en el segundo acto, mientras Billy mira hacia la tierra de "Up There" y observa a su hija. En la producción original, el ballet fue coreografiado por Mille.
La obra se estrenó como prueba en New Haven, Connecticut, el 22 de marzo de 1945. El primer acto fue bien recibido, pero el segundo acto no. Casto recordó que el segundo acto terminó a las 1:30 a. m. El personal se sentó inmediatamente y tuvieron una discusión de dos horas. Se cortaron cinco escenas, la mitad del ballet y dos canciones como resultado. John Fearnley comentó: «Ahora veo por qué estas personas tienen éxitos. Nunca fui testigo de algo tan rápida y valioso en mi vida». De Mille dijo de esta conferencia:«No se perdieron tres minutos ... Se cortó y se fueron a dormir». En el momento en que la compañía dejó New Haven, el ballet de Mille se redujo a cuarenta minutos.

## Principales papeles e intérpretes notables
| Personaje         | Descripción                                                  | Intérpretes notables |
| ----------------- | ------------------------------------------------------------ | --- |
| Billy Bigelow     | Anunciador pel carrusel                                      | John Raitt*, Stephen Douglass, Bruce Yarnell, Michael Hayden, Howard Keel, Patrick Wilson, Alfie Boe                                                        |
| Julie Jordan      | Molinera, enamorada de Billy                                 | Jan Clayton*, Iva Withers, Barbara Cook, Constance Towers, Joanna Riding, Sarah Uriarte Berry, Jennifer Laura Thompson, Alexandra Silber, Katherine Jenkins |
| Carrie Pipperidge | Molinera i amiga de Julie, enamorada de Enoch Snow           | Jean Darling*, Janie Dee, Audra McDonald |
| Enoch Snow        | Pescador, siempre pensando en sus planes                     | Eric Mattson*, Eddie Korbich, Reid Shelton, Clive Rowe |
| Nettie Fowler     | Prima de Julie y propietario de un pequeño balneario costero | Christine Johnson*, Shirley Verrett, Lesley Garrett, Patricia Routledge                                                                                     |
| Jigger Craigin    | Un ballenero, amigo de Billy                                 | Murvyn Vye*, Jerry Orbach, Fisher Stevens |
| Louise Bigelow    | Hija de Julie y Bill                                         | Bambi Linn* |
| The Starkeeper    | Un oficial en el más allá                                    | Russell Collins*, Edward Everett Horton, Nicholas Lyndhurst                                                                                                 |

- reparto original de Broadway

## Números musicales
|  | Acto I - "The Carousel Waltz" - Orquesta - "You're a Queer One, Julie Jordan" - Carrie Pipperidge y Julie Jordan - "(When I Marry) Mister Snow"- Carrie - "If I Loved You" - Billy Bigelow i Julie - "June Is Bustin 'Out All Over" - Nettie Fowler y Chorus - "(When I Marry) Mister Snow" (reprise) - Carrie, Enoch Snow and Female Chorus - "When the Children Are Asleep" - Enoch i Carrie - "Blow High, Blow Low" - Jigger Craigin, Billy i Chorus masculí - "Soliloquio" - Billy | Acto II - "This Was a Real Nice Clambake" - Carrie, Nettie, Julie, Enoch i Chorus - Geraniums in the Winder" - Enoch - "There's Nothin' So Bad for a Woman" - Jigger i Chorus - "What's the Use of Wond'rin'?" - Julie - "You'll Never Walk Alone" - Nettie - "The Highest Judge of All" - Billy - Ballet:"Billy Makes a Journey" - Orquesta - "If I Loved You"- Billy - Final: "You'll Never Walk Alone"- Compañía |

## Premios y nominaciones

### Original 1945 Broadway
New York Drama Critics' Circle Award
- Best Musical, 1945–1946

Donaldson Award Winners
- Best Play of the 1944–45 Season
- Male Lead Performance (Musical) – John Raitt
- Direction (Musical) – Rouben Mamoulian
- Supporting Performance (Baile) – Bambi Linn
- Supporting Performance (Baile) – Peter Birch
- Book, Lyrics and Score – Carousel
- Choreography – Agnes DeMille
- Costume Design – Miles White

Theatre World Award
- Best Debut Performance – Ann Crowley

Nota: Los Premios Tony no se establecieron hasta 1947, por lo que Carrusel no fue elegible para ganar ningún Tonys en su estreno.

### Reposición 1957
Premios Tony nominación 
- Best Scenic Design – Oliver Smith

### Reposición en Londres en 1992
Premio Laurence Olivier
- Best Musical Revival (ganador)
- Best Director of a Musical – Nicholas Hytner (ganador)
- Best Actress in a Musical – Joanna Riding (ganador)
- Best Supporting Performance in a Musical – Janie Dee (ganador)
- Best Theatre Choreographer – Kenneth MacMillan (nominado)
- Best Actor in a Musical – Michael Hayden (nominado)
- Best Set Designer – Bob Crowley (nominado)
- Best Costume Designer – Bob Crowley (nominado)

### Reposición 1994
Premios Tony ganador
- Best Revival of a Musical
- Best Featured Actress in a Musical – Audra McDonald
- Best Scenic Design – Bob Crowley
- Best Choreography – Kenneth MacMillan
- Best Direction of a Musical – Nicholas Hytner

Drama Desk Award
- Outstanding Supporting Actress in a Musical – Audra McDonald (ganador)
- Outstanding Choreography – Kenneth MacMillan, Jane Elliott (ganador)
- Outstanding Director of a Musical – Nicholas Hytner (winner)
- Outstanding Musical Revival (nominado)
- Outstanding Actor in a Musical – Michael Hayden (nominado)
- Outstanding Lighting Design – Paul Pyant (nominado)
- Outstanding Set Design – Bob Crowley (nominado)

Theatre World Award
- Audra McDonald – ganador
- Michael Hayden – ganador

### Reposición en Broadway 2018
Premios Tony
- Best Revival of a Musical - (nominado)
- Best Performance by a Leading Actor in a Musical – Joshua Henry (nominado)
- Best Performance by a Leading Actress in a Musical- Jessie Mueller (nominado)
- Best Performance by a Featured Actor in a Musical - Alexander Gemignani (nominado)
- Best Performance by a Featured Actress in a Musical- Renée Fleming y Lindsay Mendez (ganador)
- Best Costume Design of a Musical - Ann Roth (nominado)
- Best Lighting Design of a Musical - Brian MacDevitt (nominado)
- Best Sound Design of a Musical - Scott Lehrer (nominado)
- Best Choreography - Justin Peck (ganador)
- Best Orchestrations - Jonathan Tunick (nominado)

Drama Desk Award
- Outstanding Revival of a Musical (nominado)
- Outstanding Actor in a Musical - Joshua Henry (nominado)
- Outstanding Actress in a Musical - Jessie Mueller (ganador)
- Outstanding Featured Actor in a Musical - Alexander Gemignani (nominado)
- Outstanding Featured Actress in a Musical - Lindsay Mendez (ganador)
- Outstanding Director of a Musical - Jack O'Brien (nominado)
- Outstanding Choreography - Justin Peck (ganador)
- Outstanding Orchestrations - Jonathan Tunick (ganador)
- Outstanding Set Design for a Musical - Santo Loquasto (nominado)
- Outstanding Lighting Design for a Musical - Brian MacDevitt (nominado)
- Outstanding Sound Design for a Musical - Scott Lehrer (nominado)
- Outstanding Fight Choreography - Steve Rankin (ganador)